# Київський похід Ярослава Всеволодовича
Київський похід Ярослава Всеволодовича (1236) — успішна військова експедиція новгородського князя Ярослава Всеволодовича на південь, що привела до оволодіння Києвом.
При Всеволоді Юрійовичу Велике Гніздо (1176—1212) суздальським князям вдавалося впливати на Київське князівство, використовуючи боротьбу між смоленськими і чернігівськими князями за нього, але після смерті Всеволода цей вплив припинився. За більш ніж 60 років похід був першим походом Юрійовичів на Київ, а слідом за ним київське князювання Ярослава — першим київським князюванням Юрійовича.

## Історія
У 1235 році галицько-смоленська коаліція зазнала поразки від чернігівсько-половецької, а Володимир Рюрикович київський потрапив у полон до половців. Михайло Всеволодович став галицьким князем замість Данила Романовича, а київським князем став Ізяслав. Звільнившись з полону за відкуп, вже навесні 1236 року Володимир Рюрикович посилав чорних клобуків на допомогу Данилові на Волинь.
Тим не менш, Володимир Рюрикович і Данило Романович, чекаючи дальшої боротьби за Київ і разом з тим не відчуваючи себе в силах виграти її, запросили на київське князювання Ярослава Всеволодовича новгородського. У Новгороді представником був залишений 16-річний син Ярослава Олександр Невський. У числі учасників походу згадані 100 новоторжців, а також три знатних новгородських боярина поіменно. Згідно інформації Василя Татищева, в поході брали участь крім переяславської дружини війська Константиновичів. Війська пройшли по чернігівським землям, розорюючи їх і стягуючи відкупи з міст. За версією ж Майорова А. В., Ярослав діяв як союзник Михайла, позбавивши його супротивників Києва в 1236 році і залишивши йому Київ навесні 1238 року (останні зіткнення мали місце в 1231 році, а в 1233 році планувалася весілля Федора Ярославича і доньки Михайла Всеволодовича Євфросинії).
Після заняття Києва новгородці і новоторжці були відпущені Ярославом додому через один тиждень.
Влітку 1236 року монголи на першій стадії свого західного походу розгромили Волзьких Булгар, біженців прийняв старший брат Ярослава, великий князь володимирський Юрій Всеволодович, і розмістив їх в містах по р. Волзі.
Восени 1236 року Михайло зробив масштабний наступ на Волинь. Він закінчився провалом, що дозволило Данилу перехопити стратегічну ініціативу, відбити Перемишль і укласти мир восени 1237 року.
Ярослав княжив у Києві до весни 1238 року, коли дізнався про загибель на р. Сіть Юрія Всеволодовича і пішов на Володимир, після чого Київ зайняв Михайло Всеволодович. Горський А. А. слідом за Миколою Карамзіним. дотримується думки, що взимку 1239-1240 років Ярослав здійснив новий похід на південь, коли захопив у Кам'янці сім'ю Михайла, а київське князювання ненадовго зайняв Ростислав Мстиславич з смоленських Ростиславичів. За версією ж Михайла Грушевського, яку також підтримав А.В.Майоров, сім'я Михайла була захоплена Ярославом Інгваревичем, підручником Данила. Потім Ярослав після втручання Данила відпустив бранців. Михайло отримав від Данила у кормлвння Луцьк, його спільник Ізяслав — Кам'янець.